# Таволожка
Таволо́жка (рос. Таволожка) — присілок у складі Туринського міського округу Свердловської області.
Населення — 6 осіб (2010, 17 у 2002).
Національний склад населення станом на 2002 рік: росіяни — 100 %.